# International Linear Collider

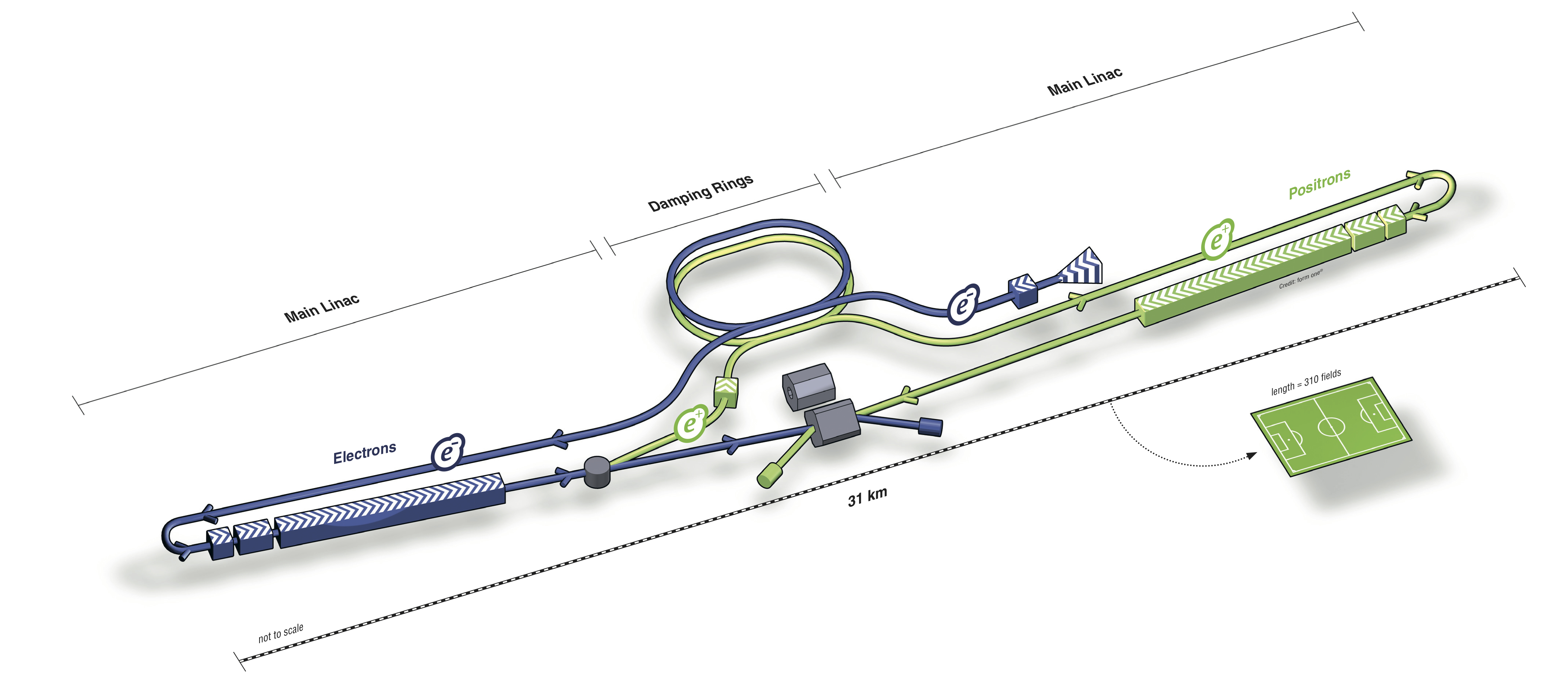
Progetto schematico dell'International Linear Collider.

L'International Linear Collider (ILC) è il nome di un acceleratore lineare di particelle in fase di realizzazione. Il progetto prevede una prima fase di funzionamento a un'energia di collisione di 500 GeV, da portare poi 1000 GeV in una successiva fase di potenziamento. Per quanto riguarda la collocazione geografica, la candidatura più probabile è quella del Giappone, dato che il suo governo si è offerto di contribuire a coprire metà dei costi. Nel complesso, IIC, la cui costruzione non sarà ultimata prima del 2026, dovrebbe essere costituito da due acceleratori lineari da 15 o 20 chilometri e dovrebbe far collidere elettroni con positroni. La sua lunghezza supererà di dieci volte quella del famoso Stanford Linear Accelerator Center, il più lungo acceleratore lineare concepito in precedenza.

## Confronto con LHC
Esistono due tipologie fondamentali per gli acceleratori; gli acceleratori lineari, come lo Stanford Linear Accelerator Center (SLA), e gli acceleratori circolari, come il Large Hadron Collider (LHC) del CERN. Gli acceleratori circolari forniscono energie maggiori, dato che le particelle possono effettuare molte rotazioni all'interno della struttura prima di collidere e quindi possono acquisire molta più energia di quanto può fornirne un acceleratore lineare, visto che in quest'ultimo la collisione con il bersaglio deve per forza avvenire dopo aver terminato il percorso. Gli acceleratori di particelle circolari, di solito, accelerano adroni dato che l'accelerazione di elettroni sarebbe disturbata dalle perdite dovute all'emissione di radiazione di sincrotrone.
In rapporto a LHC, ILC fornirà un'energia relativamente ridotta (nella migliore delle ipotesi ILC avrà un quattordicesimo dell'energia di collisione dell'LHC), ma, mentre nell'LHC l'energia viene ripartita tra tutte le componenti degli adroni (quark, antiquark, e gluoni), nell'ILC l'intera energia verrà utilizzata dagli elettroni per la collisione. Inoltre le collisioni dell'ILC saranno meno affette da disturbi rispetto a quelle dell'LHC e quindi permetteranno di effettuare misurazioni di precisione delle particelle individuate dall'LHC. In conclusione, LHC e ILC sono due strutture complementari.

## Obiettivi di ricerca
ILC dovrebbe avere un notevole impatto sulla futura ricerca nella fisica delle particelle. I suoi promotori si aspettano di poter migliorare la descrizione del modello standard utilizzando LHC e ILC. In particolare, ritengono di poter individuare particelle e interazioni descritte dal modello standard ma non ancora rilevate. Dall'ILC, nello specifico, i fisici sperano di:
- Misurare la massa, lo spin e le interazioni del bosone di Higgs (per quanto riguarda la massa, le misure dell'LHC hanno portato nel 2012 a un'indicazione di 126 GeV).
- Misurare l'eventuale presenza di dimensioni aggiuntive, secondo le previsioni di alcuni modelli teorici speculativi.
- Studiare nel dettaglio le particelle supersimmetriche, che potrebbero comporre la materia oscura.

## Fusione di progetti locali in un unico progetto
Nell'agosto 2004 l'International Technology Recommendation Panel (ITRP) raccomandò l'utilizzo di tecnologie superconduttori per lo sviluppo del nuovo acceleratore. Dopo la decisione, i tre progetti di acceleratori lineari allora in essere, il  Next Linear Collider (NLC), il Global Linear Collider (GLC), e il Teraelectronvolt Energy Superconducting Linear Accelerator (TESLA), vennero fusi per creare un singolo progetto (l'ILC). L'8 febbraio 2007 fu presentato il Draft Reference Design Report per lo sviluppo dell'ILC.
Nel marzo 2005 l'International Committee for Future Accelerators (ICFA) rese noto la nomina del direttore del Global Design Effort, nella persona di Barry Barish, in precedenza a capo dell'ITRP.

## Progetto
La sorgente di elettroni sarà un laser da 2 nanosecondi che emetterà elettroni tramite un fotocatodo; gli elettroni saranno accelerati a 5 GeV da uno stadio lineare lungo 250 metri. La radiazione di sincrotrone produrrà un accoppiamento elettrone-positrone su un obiettivo di lega di titanio. I positroni verranno raccolti e accelerati a 5 GeV da uno stadio lineare separato.
Per compattare gli elettroni e positroni in modo da rendere probabile le collisione, questi verranno fatti circolare per 0.2 secondi in un anello circolare di 7 chilometri di circonferenza. L'anello concentrerà le particelle in pacchetti da pochi millimetri di lunghezza e da 100 micrometri di diametro.
Dopo l'acceleratore circolare i pacchetti saranno indirizzati verso l'acceleratore principale, lungo 12 chilometri, che fornirà un'accelerazione di 250 GeV. In quel momento ogni pacchetto avrà una potenza di circa 10 megawatt. Verranno prodotti cinque pacchetti al secondo.
Dopo l'accelerazione i pacchetti verranno concentrati in uno spazio di pochi nanometri di altezza e qualche centinaia di nanometri di lunghezza. I pacchetti focalizzati collideranno all'interno di due rivelatori di particelle.

## Costi e tempistiche
Il Draft Reference Design Report stima in 6.65 miliardi di dollari statunitensi il costo di realizzazione dell'ILC, escludendo la R&D, i prototipi, il costo del terreno, il costo di scavi, il costo dei rivelatori di particelle e l'inflazione. Dall'approvazione finale, la realizzazione dell'impianto e dei rivelatori dovrebbe richiedere sette anni.